# Drusilla trina
Drusilla trina (лат.) — вид жуков-стафилинид рода Drusilla из подсемейства Aleocharinae. Видовое название trina означает «тройной», что относится к заднему краю первых свободных тергитов, которые у самцов трехлопастные. 

## Распространение
Юго-Восточная Азия: Сабах (остров Калимантан, Малайзия).

## Описание
Мелкие коротконадкрылые жуки, длина около 8 мм. Передняя часть тела слабо блестящая, брюшко блестящее. Тело чёрное, усики чёрные с двумя базальными члениками и основанием третьего красноватые, ноги чёрные с жёлтой базальной половиной бёдер. Второй членик усика короче первого, третий длиннее второго, четвертый-десятый длиннее ширины. Глаза длиннее заглазничной области, если смотреть сверху. Ретикуляция тела сильная, переднеспинки и надкрылий явная, брюшка слабо поперечная и хорошо заметная. Зернистость головы и переднеспинки выпуклая и очень плотная, у надкрылий очень плотная. Пунктировка брюшка поверхностная, заметна на трёх базальных свободных тергитах, редкая на следующих тергитах. Голова с Y-образной срединной бороздкой, килем между усиками и без грануляций. Первый свободный тергит самца с тремя лопастями на заднем крае, второй с треугольным базально-медианным полем с поперечными бороздками, третий с базальным срединным полем, четвёртый с шестью задними краевыми бугорками, пятый с тонкими выступающими бугорками. Антенны относительно длинные. Переднеспинка длиннее ширины, с широкой центральной бороздкой. Голова относительно небольшая и округлая, с чётко выраженной шеей и с очень коротким затылочным швом, оканчивающимся проксимальнее щеки.

## Систематика
Вид был впервые описан в 2014 году итальянским энтомологом Роберто Пачэ (1935—2017). Новый вид также похож на Drusilla bruneiorum с Борнео, но у нового вида с пятого по восьмой членики усика длиннее своей ширины, тогда как у D. bruneiorum они поперечные, передняя и средняя ноги у bruneiorum желтовато-красные, а эдеагус широко изогнут на вентральную сторону, в то время как он более остроугольный у D. bruneiorum. Вид и род относят к подтрибе Myrmedoniina в составе трибы Lomechusini.